# Дуала (аэропорт)
 Международный аэропорт Дуала (фр. Aéroport international de Douala) (ИАТА: DLA, ИКАО: FKKD) — международный аэропорт города Дуала, крупнейший город Камеруна.